# Ли Джон Гын
Ли Джон Гын (кор. 이정근, р.29 июля 1960) — южнокорейский борец вольного стиля, чемпион Азиатских игр, призёр Олимпийских игр и чемпионата Азии.

## Биография
Родился в 1960 году. В 1984 году стал бронзовым призёром Олимпийских игр в Лос-Анджелесе. В 1986 году стал чемпионом Азиатских игр. В 1989 году завоевал серебряную медаль чемпионата Азии.